# DTM-Saison 2013
Die DTM-Saison 2013 war die 27. Saison der DTM und die 14. seit Neugründung der Serie im Jahr 2000. Die Saison begann am 5. Mai in Hockenheim und ging am 20. Oktober an gleicher Stelle zu Ende. Meister wurde erstmals Mike Rockenfeller in einem Audi RS 5 DTM des Team Phoenix. Den Herstellertitel konnte BMW erfolgreich verteidigen.

## Sportliche und technische Änderungen

### Hersteller
Audi benannte zur Saison 2013 die zuvor unter dem Namen Audi A5 DTM eingesetzten Fahrzeuge in Audi RS 5 DTM um.

### Teams
BMW erhöhte sein Aufgebot von sechs auf acht Fahrzeuge. Das BMW-Team-MTEK stieg im Zuge dessen in die DTM ein.
Mercedes reduzierte seine Fahrzeuge von acht auf sechs. Im Zuge dessen trennte man sich von Persson Motorsport.

### Reglement
Zur Saison 2013 setzte die DTM das bereits aus der Formel 1 bekannte Drag Reduction System (DRS) ein, das das Umklappen des Heckflügels ermöglicht und damit den Luftwiderstand senkt. Bei einem Abstand zum Vordermann von maximal zwei Sekunden – gemessen an der Start-Ziel-Linie – durfte der Hinterherfahrende das DRS in dieser Runde einmal an einer beliebigen Stelle einsetzen. In den ersten und letzten drei Runden eines Rennens sowie den ersten drei Runden nach einer Safety-Car-Phase durfte DRS nicht eingesetzt werden.
Ebenfalls aus der Formel 1 bekannt war eine zweite, weichere Reifenmischung, die einmal im Rennen eingesetzt werden musste. Dieser „Option-Reifen“ ermöglichte um 1 bis 1,5 Sekunden schnellere Rundenzeiten, baute aber wesentlich schneller ab als der Standardreifen.
Die bisherige Boxenstoppfenster-Regelung entfiel, jeder Pilot musste allerdings weiterhin zwei Pflichtboxenstopps pro Rennen absolvieren. In den ersten und letzten drei Runden eines Rennens durfte nicht gestoppt werden. Ein beispielsweise durch einen Reifenschaden notwendiger Stopp zählte dann nicht als Pflichtboxenstopp.
Technisch blieben die Fahrzeuge im Vergleich zur Vorsaison unverändert. Lediglich der Hinterreifen wurde von 310 auf 320 mm verbreitert.

### Reifen
Alle Teams verwendeten Reifen von Hankook.

## Starterfeld
Folgende Fahrer sind in der Saison gestartet:
| Nr. | Fahrer             | Team                              | Fahrzeug                      | Rennwochenende |
| --- | ------------------ | --------------------------------- | ----------------------------- | -------------- |
| 1   | Bruno Spengler     | BMW-Team-Schnitzer                | BMW M3 DTM 2012               | alle           |
| 2   | Dirk Werner        | BMW-Team-Schnitzer                | BMW M3 DTM 2012               | alle           |
| 3   | Gary Paffett       | EURONICS/Thomas Sabo AMG-Mercedes | DTM AMG Mercedes C-Coupé 2012 | alle           |
| 4   | Roberto Merhi      | EURONICS/Thomas Sabo AMG-Mercedes | DTM AMG Mercedes C-Coupé 2012 | alle           |
| 5   | Edoardo Mortara    | Audi Sport Team Rosberg           | Audi A5 DTM 2012              | alle           |
| 6   | Filipe Albuquerque | Audi Sport Team Rosberg           | Audi A5 DTM 2012              | alle           |
| 7   | Augusto Farfus     | BMW-Team-RBM                      | BMW M3 DTM 2012               | alle           |
| 8   | Joey Hand          | BMW-Team-RBM                      | BMW M3 DTM 2012               | alle           |
| 9   | Christian Vietoris | STIHL/AMG-Mercedes                | DTM AMG Mercedes C-Coupé 2012 | alle           |
| 10  | Robert Wickens     | STIHL/AMG-Mercedes                | DTM AMG Mercedes C-Coupé 2012 | alle           |
| 11  | Mattias Ekström    | Audi Sport Team Abt Sportsline    | Audi A5 DTM 2012              | alle           |
| 12  | Jamie Green        | Audi Sport Team Abt Sportsline    | Audi A5 DTM 2012              | alle           |
| 15  | Martin Tomczyk     | BMW-Team-RMG                      | BMW M3 DTM 2012               | alle           |
| 16  | Andy Priaulx       | BMW-Team-RMG                      | BMW M3 DTM 2012               | alle           |
| 17  | Daniel Juncadella  | stern/AMG-Mercedes                | DTM AMG Mercedes C-Coupé 2012 | alle           |
| 18  | Pascal Wehrlein    | stern/AMG-Mercedes                | DTM AMG Mercedes C-Coupé 2012 | alle           |
| 19  | Mike Rockenfeller  | Audi Sport Team Phoenix           | Audi A5 DTM 2012              | alle           |
| 20  | Miguel Molina      | Audi Sport Team Phoenix           | Audi A5 DTM 2012              | alle           |
| 21  | Marco Wittmann     | BMW-Team-MTEK                     | BMW M3 DTM 2012               | alle           |
| 22  | Timo Glock         | BMW-Team-MTEK                     | BMW M3 DTM 2012               | alle           |
| 23  | Timo Scheider      | Audi Sport Team Abt               | Audi A5 DTM 2012              | alle           |
| 24  | Adrien Tambay      | Audi Sport Team Abt               | Audi A5 DTM 2012              | alle           |

### Änderungen bei den Fahrern
Die folgende Auflistung enthält alle Fahrer, die an der DTM-Saison 2012 teilgenommen haben und in der Saison 2013 nicht für dasselbe Team wie 2012 starteten.
Fahrer, die ihr Team gewechselt haben:
- Jamie Green: Mercedes AMG → Audi Sport Team Abt Sportsline
- Joey Hand: BMW-Team-RMG → BMW-Team-RBM
- Roberto Merhi: Junge Sterne / TV Spielfilm Mercedes AMG → EURONICS / THOMAS SABO Mercedes AMG
- Andy Priaulx: BMW-Team-RBM → BMW-Team-RMG
- Robert Wickens: DHL Paket / stern Mercedes AMG → STIHL / AMG Mercedes

Fahrer, die in die DTM einsteigen bzw. zurückkehren:
- Timo Glock: Formel 1 (Marussia F1 Team) → BMW-Team-MTEK
- Daniel Juncadella: Formel-3-Euroserie (Prema Powerteam) → stern / AMG Mercedes
- Pascal Wehrlein: Formel-3-Euroserie (Mücke Motorsport) → stern / AMG Mercedes
- Marco Wittmann: DTM-Testfahrer (BMW) → BMW-Team-MTEK

Fahrer, die die DTM verlassen haben:
- David Coulthard: DHL Paket / stern Mercedes AMG → Karriereende
- Rahel Frey: ABT-Sportsline → ADAC GT Masters (Prosperia C. Abt Racing)
- Ralf Schumacher: Mercedes AMG → Karriereende
- Susie Wolff: Junge Sterne / TV Spielfilm Mercedes AMG → Formel-1-Testfahrerin (Williams F1 Team)

## Rennkalender und Ergebnisse
Der Rennkalender wurde im Vergleich zur Vorsaison leicht modifiziert. Das Rennen auf dem Circuit Ricardo Tormo in Valencia gehörte in diesem Jahr nicht mehr zum Rennkalender, dafür wurde der Moscow Raceway in der russischen Stadt Wolokolamsk erstmals in den DTM-Kalender aufgenommen.
| Runde | Rennstrecke    | Datum         | Sieger            | Zweiter           | Dritter            | Pole- Position     | Schnellste Rennrunde | Gesamtführender Fahrer | Gesamtführender Hersteller |
| ----- | -------------- | ------------- | ----------------- | ----------------- | ------------------ | ------------------ | -------------------- | ---------------------- | -------------------------- |
| 1     | Hockenheimring | 5. Mai        | Augusto Farfus    | Dirk Werner       | Christian Vietoris | Timo Scheider      | Augusto Farfus       | Augusto Farfus         | BMW                        |
| 2     | Brands Hatch   | 19. Mai       | Mike Rockenfeller | Bruno Spengler    | Robert Wickens     | Mike Rockenfeller  | Gary Paffett         | Mike Rockenfeller      | BMW                        |
| 3     | Red Bull Ring  | 2. Juni       | Bruno Spengler    | Marco Wittmann    | Timo Glock         | Bruno Spengler     | Marco Wittmann       | Bruno Spengler         | BMW                        |
| 4     | Lausitzring    | 16. Juni      | Gary Paffett      | Mike Rockenfeller | Christian Vietoris | Christian Vietoris | Mike Rockenfeller    | Mike Rockenfeller      | BMW                        |
| 5     | Norisring      | 14. Juli      | –                 | Robert Wickens    | Christian Vietoris | Robert Wickens     | Christian Vietoris   | Mike Rockenfeller      | BMW                        |
| 6     | Wolokolamsk    | 4. August     | Mike Rockenfeller | Mattias Ekström   | Augusto Farfus     | Mike Rockenfeller  | Adrien Tambay        | Mike Rockenfeller      | BMW                        |
| 7     | Nürburgring    | 18. August    | Robert Wickens    | Augusto Farfus    | Christian Vietoris | Augusto Farfus     | Pascal Wehrlein      | Mike Rockenfeller      | BMW                        |
| 8     | Oschersleben   | 15. September | Augusto Farfus    | Mike Rockenfeller | Jamie Green        | Jamie Green        | Joey Hand            | Mike Rockenfeller      | BMW                        |
| 9     | Zandvoort      | 29. September | Augusto Farfus    | Mike Rockenfeller | Timo Scheider      | Marco Wittmann     | Marco Wittmann       | Mike Rockenfeller      | Audi                       |
| 10    | Hockenheimring | 20. Oktober   | Timo Glock        | Roberto Merhi     | Bruno Spengler     | Bruno Spengler     | Christian Vietoris   | Mike Rockenfeller      | BMW                        |

1. ↑  Der erste Platz beim Rennen auf dem Norisring wurde nicht vergeben, nachdem der Sieger Mattias Ekström nachträglich disqualifiziert worden war.

## Meisterschaftsergebnisse

### Punktesystem
Punkte wurden an die ersten 10 klassifizierten Fahrer in folgender Anzahl vergeben:
| Platz  | 1. | 2. | 3. | 4. | 5. | 6. | 7. | 8. | 9. | 10. |
| Punkte | 25 | 18 | 15 | 12 | 10 | 8  | 6  | 4  | 2  | 1   |

### Fahrerwertung
Insgesamt kamen 22 Fahrer in die Punktewertung.
| Platz | Fahrer             | HOC1 | BRH | RBR | LAU | NOR | MOS | NÜR | OSC | ZAN | HOC2 | Punkte |
| ----- | ------------------ | ---- | --- | --- | --- | --- | --- | --- | --- | --- | ---- | ------ |
| 1     | Mike Rockenfeller  | 8    | 1   | 4   | 2   | 5   | 1   | 4   | 2   | 2   | 16   | 142    |
| 2     | Augusto Farfus     | 1    | DNF | 6   | 12  | 16  | 3   | 2   | 1   | 1   | 11   | 116    |
| 3     | Bruno Spengler     | 5    | 2   | 1   | 7   | 6   | 19  | 14  | 21* | 13  | 3    | 82     |
| 4     | Christian Vietoris | 3    | 8   | 7   | 3   | 3   | 10  | 3   | 18  | 17  | 7    | 77     |
| 5     | Robert Wickens     | DNF  | 3   | 12  | 4   | 2   | 12  | 1   | DNF | 15  | 18   | 70     |
| 6     | Gary Paffett       | 4    | 6   | 9   | 1   | 18* | 5   | 17  | 6   | 9   | 9    | 69     |
| 7     | Mattias Ekström    | DNF  | 7   | 5   | 8   | DSQ | 2   | 13  | 7   | 4   | 4    | 68     |
| 8     | Marco Wittmann     | 9    | 4   | 2   | 21* | 10  | 15  | 7   | 12  | 5   | DSQ  | 49     |
| 9     | Timo Glock         | DNF  | 13  | 3   | 14  | 13  | 16  | 18  | 15  | 19  | 1    | 40     |
| 10    | Timo Scheider      | 6    | 9   | 16  | 20  | DNF | 9   | DNF | 5   | 3   | 13   | 37     |
| 11    | Jamie Green        | 14   | 15  | 18  | 5   | 19* | 6   | 9   | 3   | 14  | 12   | 35     |
| 12    | Joey Hand          | 7    | 5   | DNF | 15  | 8   | 7   | DNF | 16  | 7   | 20   | 32     |
| 13    | Dirk Werner        | 2    | 12  | 8   | 13  | 11  | 8   | 15  | 13  | 21* | 8    | 30     |
| 14    | Adrien Tambay      | DNF  | 18  | 11  | 11  | 15  | 4   | 6   | 9   | 6   | 14   | 30     |
| 15    | Roberto Merhi      | 10   | 16  | 20  | 10  | 7   | 14  | 19  | 14  | DNF | 2    | 26     |
| 16    | Daniel Juncadella  | 12   | 20  | 13  | 6   | 4   | 18  | DNF | 17  | 18  | 10   | 21     |
| 17    | Miguel Molina      | 15   | 11  | 14  | 16  | 14  | DNF | 8   | 8   | 10  | 5    | 19     |
| 18    | Filipe Albuquerque | 16   | 17  | 17  | 18  | 12  | 13  | 11  | 4   | 8   | DNF  | 16     |
| 19    | Martin Tomczyk     | 13   | 14  | DNF | 19  | DNF | 17  | 5   | 20* | 11  | 19   | 10     |
| 20    | Andy Priaulx       | 17*  | 19  | 19  | 22  | 9   | 20  | 16  | 19  | 20  | 6    | 10     |
| 21    | Edoardo Mortara    | DNF  | 21* | 15  | 9   | 17* | DNF | 12  | 10  | 16  | 15   | 3      |
| 22    | Pascal Wehrlein    | 11   | 10  | 10  | 17  | 20* | 11  | 10  | 11  | 12  | 17   | 3      |
| Platz | Fahrer             | HOC1 | BRH | RBR | LAU | NOR | MOS | NÜR | OSC | ZAN | HOC2 | Punkte |

| Legende  | Legende            | Legende                                                          |
| Farbe    | Abkürzung          | Bedeutung                                                        |
| -------- | ------------------ | ---------------------------------------------------------------- |
| Gold     | –                  | Sieg                                                             |
| Silber   | –                  | 2. Platz                                                         |
| Bronze   | –                  | 3. Platz                                                         |
| Grün     | –                  | Platzierung in den Punkten                                       |
| Blau     | –                  | Klassifiziert außerhalb der Punkteränge                          |
| Violett  | DNF                | Rennen nicht beendet (did not finish)                            |
| Violett  | NC                 | nicht klassifiziert (not classified)                             |
| Rot      | DNQ                | nicht qualifiziert (did not qualify)                             |
| Rot      | DNPQ               | in Vorqualifikation gescheitert (did not pre-qualify)            |
| Schwarz  | DSQ                | disqualifiziert (disqualified)                                   |
| Weiß     | DNS                | nicht am Start (did not start)                                   |
| Weiß     | WD                 | zurückgezogen (withdrawn)                                        |
| Hellblau | PO                 | nur am Training teilgenommen (practiced only)                    |
| Hellblau | TD                 | Freitags-Testfahrer (test driver)                                |
| ohne     | DNP                | nicht am Training teilgenommen (did not practice)                |
| ohne     | INJ                | verletzt oder krank (injured)                                    |
| ohne     | EX                 | ausgeschlossen (excluded)                                        |
| ohne     | DNA                | nicht erschienen (did not arrive)                                |
| ohne     | C                  | Rennen abgesagt (cancelled)                                      |
| ohne     | keine WM-Teilnahme |                                                                  |
| sonstige | P/fett             | Pole-Position                                                    |
| sonstige | 1/2/3/4/5/6/7/8    | Punktplatzierung im Sprint-/Qualifikationsrennen                 |
| sonstige | SR/kursiv          | Schnellste Rennrunde                                             |
| sonstige | *                  | nicht im Ziel, aufgrund der zurückgelegten Distanz aber gewertet |
| sonstige | ()                 | Streichresultate                                                 |
| sonstige | unterstrichen      | Führender in der Gesamtwertung                                   |

### Teamwertung
| Platz | Team                              | Nr. | HOC1 | BRH | RBR | LAU | NOR | MOS | NÜR | OSC | ZAN | HOC2 | Punkte |
| ----- | --------------------------------- | --- | ---- | --- | --- | --- | --- | --- | --- | --- | --- | ---- | ------ |
| 1     | Audi Sport Team Phoenix           | 19  | 8    | 1   | 4   | 2   | 5   | 1   | 4   | 2   | 2   | 16   | 161    |
| 1     | Audi Sport Team Phoenix           | 20  | 15   | 11  | 14  | 16  | 14  | DNF | 8   | 8   | 10  | 5    | 161    |
| 2     | BMW-Team-RBM                      | 7   | 1    | DNF | 6   | 12  | 16  | 3   | 2   | 1   | 1   | 11   | 148    |
| 2     | BMW-Team-RBM                      | 8   | 7    | 5   | DNF | 15  | 8   | 7   | DNF | 16  | 7   | 20   | 148    |
| 3     | STIHL/AMG-Mercedes                | 9   | 3    | 8   | 7   | 3   | 3   | 10  | 3   | 18  | 15  | 7    | 147    |
| 3     | STIHL/AMG-Mercedes                | 10  | DNF  | 3   | 12  | 4   | 2   | 12  | 1   | 22* | 16  | 18   | 147    |
| 4     | BMW-Team-Schnitzer                | 1   | 5    | 2   | 1   | 7   | 6   | 19  | 14  | 21* | 20  | 3    | 112    |
| 4     | BMW-Team-Schnitzer                | 2   | 2    | 12  | 8   | 13  | 11  | 8   | 15  | 13  | 21* | 8    | 112    |
| 5     | Audi Sport Team Abt Sportsline    | 11  | DNF  | 7   | 5   | 8   | DSQ | 2   | 13  | 7   | 4   | 4    | 103    |
| 5     | Audi Sport Team Abt Sportsline    | 12  | 14   | 15  | 18  | 5   | 19* | 6   | 9   | 3   | 13  | 12   | 103    |
| 6     | EURONICS/Thomas Sabo AMG-Mercedes | 3   | 4    | 6   | 9   | 1   | 18  | 5   | 17  | 6   | 9   | 9    | 95     |
| 6     | EURONICS/Thomas Sabo AMG-Mercedes | 4   | 10   | 16  | 20  | 10  | 7   | 14  | 19  | 14  | DNF | 2    | 95     |
| 7     | BMW-Team-MTEK                     | 21  | 9    | 4   | 2   | 21* | 10  | 15  | 7   | 12  | 5   | DSQ  | 89     |
| 7     | BMW-Team-MTEK                     | 22  | DNF  | 13  | 3   | 14  | 13  | 16  | 18  | 15  | 18  | 1    | 89     |
| 8     | Audi Sport Team Abt               | 23  | 6    | 9   | 16  | 20  | DNF | 9   | DNF | 5   | 3   | 13   | 67     |
| 8     | Audi Sport Team Abt               | 24  | DNF  | 18  | 11  | 11  | 15  | 4   | 6   | 9   | 6   | 14   | 67     |
| 9     | stern/AMG-Mercedes                | 17  | 12   | 20  | 13  | 6   | 4   | 18  | DNF | 17  | 17  | 10   | 24     |
| 9     | stern/AMG-Mercedes                | 18  | 11   | 10  | 10  | 17  | 20* | 11  | 10  | 11  | 12  | 17   | 24     |
| 10    | BMW-Team-RMG                      | 15  | 13   | 14  | DNF | 19  | DNF | 17  | 5   | 20* | 11  | 19   | 20     |
| 10    | BMW-Team-RMG                      | 16  | 17*  | 19  | 19  | 22* | 9   | 20  | 16  | 19  | 19  | 6    | 20     |
| 11    | Audi Sport Team Rosberg           | 5   | DNF  | 21* | 15  | 9   | 17  | DNF | 12  | 10  | 14  | 15   | 19     |
| 11    | Audi Sport Team Rosberg           | 6   | 16   | 17  | 17  | 18  | 12  | 13  | 11  | 4   | 8   | DNF  | 19     |
| Platz | Team                              | Nr. | HOC1 | BRH | RBR | LAU | NOR | MOS | NÜR | OSC | ZAN | HOC2 | Punkte |

### Markenwertung
| Platz | Konstrukteur  | HOC1 | BRH | RBR | LAU | NOR | MOS | NÜR | OSC | ZAN | HOC2 | Punkte |
| ----- | ------------- | ---- | --- | --- | --- | --- | --- | --- | --- | --- | ---- | ------ |
| 1     | BMW           | 61   | 40  | 70  | 6   | 15  | 25  | 34  | 25  | 41  | 52   | 369    |
| 2     | Audi          | 12   | 33  | 22  | 34  | 10  | 65  | 26  | 65  | 58  | 22   | 347    |
| 3     | Mercedes-Benz | 28   | 28  | 9   | 61  | 51  | 11  | 41  | 8   | 2   | 27   | 266    |

1. ↑  Laut Reglement flossen nur die Punkte der besten sechs Fahrzeuge in die Herstellerwertung ein (acht Fahrzeuge in den Punkten)